# Once (альбом Єгора Грушина)
Once — четвертий студійний альбом українського неокласичного композитора та піаніста Єгора Грушина, представлений 1 червня 2016 року.

## Про альбом
24 березня Єгор Грушин представив перший сингл платівки — композицію «Ocean», а 11 травня — сингл «Sparkle». 19 травня 2016 року оприлюднено трек-лист альбому.
|  | Кожна композиція у цьому альбомі є довершеною та самодостатньою. Кожна несе свій настрій і розповідає свою історію. Я вважаю цю платівку своєю найсерйознішою роботою на сьогодні та, мабуть, найменш драматичною. На відміну від попередніх моїх альбомів, “Once” вийшов дуже контрастним. Ліричні композиції ідуть за жвавими, меланхолійні – за танцювальними, драматичні – за медитативними… Мої рідні та друзі кажуть, що саме завдяки цій контрастності альбом постійно тримає увагу, зацікавлює та водночас ніби поглинає й розчиняє у собі. Я намагався зробити “Once” різноплановим, щоб у ньому можна було відчути музику у різних її варіантах та можливостях, з різними емоціями, настроями, техніками, мелодичним та гармонічним матеріалом |

 — Єгор Грушин

## Список композицій
| #  | Назва            | Тривалість |
| -- | ---------------- | ---------- |
| 1. | «Intro»          | 0:56       |
| 2. | «Essential»      | 3:36       |
| 3. | «Summer»         | 4:00       |
| 4. | «Once»           | 3:36       |
| 5. | «Waltz»          | 1:58       |
| 6. | «Sparkle»        | 4:42       |
| 7. | «Charming Smile» | 3:06       |
| 8. | «Ocean»          | 3:56       |
| 9. | «Loss»           | 4:29       |

## Учасники запису
- Єгор Грушин — рояль, ефекти, клавішні;
- Роксолана Пахолків — віолончель;
- Анна Бура — перша скрипка;
- Марта Бура — друга скрипка;
- Едуард Погарецькі — альт;
- Богдан Нестор — звукоінженер
- Андрій Балан — дизайн обкладинки